# キョンフォン
キョンフォン（甄萱）は、韓国ドラマ『太祖王建』に登場する人物である。演じた俳優は、ソ・インソク。

## 来歴
尚州・加恩県出身。農民豪族・アジャゲの長男として生まれる。幼い頃から力持ちで、胆力があり、大様な性格として知られる。記録によると、15歳で自らキョンフォンと改名し、新羅の首都・徐羅伐で軍人となった。豪族の長男でありながら、父のもとを離れた理由については定かではない。一説によると、家族との関係が円満ではなかったかららしい。

### 新羅で軍人として過ごす
その後、新羅の首都・徐羅伐でキム・ウィホンの護衛隊長となる。キム・ウィホン死後、キョンフォンは朝廷から西南海の反乱討伐を命じられる。キム・ウィホンとチンソン女王が愛人関係にあったことを知っているキョンフォンを厄介払いしようという、朝廷上層部の考えだった。

### 西南海を支配下に入れる
赴任したキョンフォンは、自らを盗賊の手下と言った守門長を斬首した。また、街中で狼藉を働いた本営の軍官も斬首した。キョンフォンは、だらけきった兵士たちや腐敗した官吏たちに憤慨する。キョンフォンはだらけきった兵士たちの綱紀粛正を図り、厳しい軍事訓練を課して軍籍にある者全員を鍛錬した。軍事訓練に参加しなかった者たちは厳罰に処した。また、密貿易を行った者は死刑、盗賊を手助けする者は極刑に処するとし、告発者には多額の賞金を与えると張り紙を出した。これに反発した海賊のスダルはキョンフォンに抵抗する。スダルとつながりのある西南海の豪族、錦城の官吏はスダルを支持し、両者は幾度か対立した。スダルはキョンフォンを試すため、部下のコムチに密貿易の積み荷を運ぶよう命じる。これを知ったキョンフォンはチュ･ホジョ、キム･チョン、パン将軍を派遣し討伐させた。チュ･ホジョらは峡谷で待ち伏せし、コムチらを急襲して撃退した。押収した積み荷を兵士たちと、街の者たちに分け与え、兵士の忠誠と民心の掌握につとめる。スダルは偽の宴会を催して、キョンフォンの暗殺を目論むが、キョンフォンはこれを返り討ちにする。スダルは錦城に兵を率いて押し寄せるが、キョンフォンはヌンファンの策に従い、誘引策で勝利を収める。完敗したスダルは、キョンフォンに降伏する。西南海一帯に大きな勢力を持つスダルを配下に加えたことで、西南海の豪族はキョンフォンに服属した。
　錦城の長官から報告を受けた武珍州の都督はシンガンを勅使として錦城に派遣する。目的はキョンフォンの官位を剥奪し押送するためだった。キョンフォンは蜂起を決意し、武珍州攻略に取りかかる。キョンフォン軍は武珍州城へ至るまでに、軍勢を増やしつつ進軍した。武珍州城に至ったとき、その軍勢は5千を越えていた。新羅側は都督が自害したが、シンガンらの必死の防戦によって、キョンフォン軍は思わぬ苦戦を強いられる。しかし、スダルらが城内に進入して均衡を破り、キョンフォン軍は勝利する。シンガンの力戦ぶりを見たキョンフォンは、シンガンを自分の家臣とした。892年、キョンフォンは武珍州を支配下とし、新羅からの独立を宣言する。

### 後百済建国
武珍州を手中にした後、当時最高の学識者であるチェ・スンウを配下に加えた。チェ・スンウは、キョンフォンに新羅に滅ぼされた百済を再び建国するように勧める。これを容れたキョンフォンは、勢力の拡大に乗り出す。康州の都督が降伏し、康州を手に入れると、さらに完山州も版図に加えた。キョンフォンの勢力は武珍州・康州・完山州にまで及び、旧百済の領土をほぼ回復した。キョンフォンは領内の巡行を行ったり、完山州に王城を建設したりするなど、徐々に国家体制を構築していく。900年、完山州に遷都し、百済の復興を宣言する。これが、後百済の成立となった。キョンフォンは、呉越、日本、契丹に使節を派遣して、国交を結ぶなど外交にも力を注いだ。

### 勢力の停滞と内紛の兆し
建国後、パク・ヨンギュ、コンジクを迎えて、後百済は勢威を増した。キョンフォンはヌンチャンの進言を聞き入れ、新羅討伐を決意する。しかし、大耶城にて大敗を喫してしまう。挙兵以来、負け知らずだった後百済軍には痛恨の出来事であった。キョンフォンは雪辱を期して、再度、新羅討伐を開始する。しかし、後方の錦城をワン・ゴン軍に攻略されると聞き、救援に向かうため、やむなく撤退を余儀なくされる。撤退中、新羅軍の追撃に遭い、康州を奪われてしまう。さらに、キョンフォンが到着する前に、錦城はワン・ゴンによって攻略されてしまう。
　後百済にとって、錦城の失陥は手痛い打撃となった。背後に後高句麗あらため摩震の勢力があるため、思い切った軍事行動が制約された。また、諸外国との交易・外交の窓口も失うことになった。この状況をよしとしないキョンフォンは、錦城奪還に動いた。水軍を動員して、摩震軍を迎え撃つが再び敗れてしまう。キョンフォンはパン将軍の戦死や、スダルが捕縛されるという犠牲を払いながら命からがら窮地を脱する。
　国内にあっては、豪族たちに重税を強いた。これにより、豪族たちからの求心力を著しく低下させてしまった。豪族たちからの陳情も無視して省みることもなかった。錦城を攻略された原因の一つに、重税を強いるキョンフォンを裏切り、西南海の豪族たち（中心がチョンネやオ・ダリョン）がワン・ゴンに協力した点が挙げられる。
　パク・ヨンギュに娘を娶らせ、自身もパク・ヨンギュの遠縁にあたるコビを側室に迎えた。戦いで結果の出せないシンゴム、ヤンゴムに辛くあたり、これが後々の内紛への火種となっていく。

### 勢いづく後百済
ワン･ゴンが高麗を建国したのを聞いたキョンフォンは、ワン･ゴンの皇帝即位の祝賀使節を送る。

### 父・アジャゲとの確執
キョンフォンの生母が亡くなったあと、アジャゲは後妻としてナムォン夫人を迎えた。ナムォン夫人はキョンフォンを嫌い、この状況に耐えられなかったキョンフォンは故郷を飛び出し、新羅で軍人の道を歩んだ。アジャゲはキョンフォンに自分の後を継いで尚州にいてほしかったのだが、キョンフォンはこれを断って西南海へ向かった。
親子の確執が、キョンフォンにとって足枷となってしまい、勢力の拡大に支障をきたすことになった。

## 人物
- 武芸を非常に好んでおり、息子の名前に必ず「剣」の一字を入れるほどである。
- 大胆不敵な性格であり、錦城の長官からの酒宴の誘いに対し、罠であると知っていながら誘いに応じた。酒宴の席上、刺客に襲われても動じず、これを撃退した。その後、平然と酒宴を続けようと持ちかけ、スダルらの度肝を抜いた。
- 正々堂々、男らしくありたいと常々考えている。高麗建国後、敵であるにもかかわらず、ワン･ゴンの皇帝即位に祝賀使節を送っている。
- 必要な人材であれば、自ら出向いた。チェ・スンウを迎える際には、彼の目の前で土下座をして来てくれるよう請うた。
- 恐妻家でもある。側室にコビを迎えようと提案されたときには、正室であるパク氏を恐れ、なかなか決断できずにいた。

## 能力
- 武芸に秀でている。得物は長刀及び剣。ワン・リュン一行を出迎えに行き、盗賊に襲われていたワン・リュン一行を救った際、頭目を長刀の一撃で斬り捨てた。その後、またたく間に数人を斬り、盗賊を追い払っている。キム・ウィホン邸を訪れたクンイェとの一騎討ちでも、互角の打ち合いを演じた。
- 学識も持ち合わせており、錦城の長官から“蟷螂の斧”を知っているかと聞かれた際、すぐに意味を答えている。
- 怪力の持ち主である。スダルらとの宴会で、スダルからの刺客に襲われた際、数百斤の青銅の火鉢を軽々と持ち上げて刺客に投げつけた。羅州海戦での敗走中、敵軍の騎馬が引いている丸太を受け止め、その丸太を奪って数人を殴り倒したりしている。

## キョンフォンへの評価
- ワンゴン
「素晴らしい豪傑」
- ワン・リュン
「まるで虎のようではないか」「豪傑中の豪傑」
- クンイェ
「この時代の英雄、傑出した人物」「男の中の男」

## その他
- キョンフォン役を演じたソ・インソクは、2001年KBS演技大賞・最優秀演技賞を受賞している。